# Иванова, Елизавета Михайловна
Елизаве́та Миха́йловна Ивано́ва (урожд. Саба́шникова; 1837, слобода Кяхта — 23 апреля 1882, Милан) — русская писательница.
Двоюродная тётка издателей Михаила и Сергея Сабашниковых.
Жена Николая Алексеевича Иванова — казанского купца и русского вице-консула в Ханькоу.

## Творчество
Описала своё путешествие в Китай давнему знакомому декабристу Д. И. Завалишину. Впоследствии её путевые очерки «От Москвы до Ханькоу» печатались в «Московских ведомостях» отдельным изданием. Также в этой газете помещала в 1873 году «Письма из Ханькоу» с описанием своего путешествия. В 1881 году напечатала совместно с мужем ряд очерков из жизни китайцев под общим заглавием «Китай» в журнале «Русская Речь» (1881. — Кн. 8—12).
- Иванова Е. М. От Москвы до Ханькоу : Извлеч. из письма рус. путешественницы. — М.: Унив. тип. (Катков и К°), 1873. — 70 с.